# Villino Magrassi
Il villino Magrassi è un edificio situato nel centro storico di Grosseto, in Toscana.

## Storia
Il villino venne realizzato per volere dell'avvocato repubblicano Giovanni Magrassi (che sarà poi deputato costituente), il quale si era trasferito a Grosseto nel 1921 e aveva acquistato un fabbricato in angolo tra strada Vinzaglio e strada Varese per costruirvi la propria residenza con studio professionale.
La progettazione venne affidata all'architetto Francesco Pistelli, autore in quegli anni di vari edifici privati per la borghesia grossetana. I lavori di costruzione iniziarono nel 1927 e vennero terminati nell'anno successivo.
Dopo la morte di Giovanni Magrassi nel 1969, il villino rimase di proprietà della famiglia finché non venne ceduto ad altri privati. Al piano terra sono stati ricavati fondi per esercizi commerciali e ai due piani superiori si trovano alcuni uffici e studi professionali.

## Descrizione
La villa è caratterizzata da uno stile eclettico che declina in forme neoclassiche gli elementi liberty e si trova nel pieno centro storico della città, con i due prospetti principali che affacciano su strada Vinzaglio e strada Varese. Sul lato meridionale gli si trova addossato il villino Brogi, di dimensioni ridotte, fatto costruire intorno al 1930 da Pietro Brogi in seguito alla ristrutturazione di un preesistente magazzino, che sembra uniformarsi nello stile allo stesso villino Magrassi.
Entrambe le facciate del villino sono delimitate lateralmente da lesene, decorate con motivi liberty floreali e teste femminili. Al piano terra si aprono sei portali con architrave decorato (tre per lato); il portone principale su via Vinzaglio presenta un fregio decorato con sei fiori ornamentali. I due ordini di sei finestre ai due piani superiori sono separate dal pianterreno da una cornice marcapiano con motivi a festoni di foglie e fiori; le due facciate sono inoltre coronate da un fregio a ovoli.
L'interno è caratterizzato da una scala a chiocciola con ringhiera in legno e balaustrini in ferro che mette in collegamento i tre piani dell'edificio. Gli ambienti, in particolare quelli che ospitarono lo studio legale, sono riccamente affrescati e decorati con elementi riconducibili all'ambito massonico-repubblicano.
La villa presenta affinità stilistiche con un altro edificio progettato dallo stesso Pistelli, ovvero il coevo villino Guastini in viale Pisani (poi viale Matteotti), che è andato distrutto durante la guerra.